# Radslavice, Vyškov
Radslavice là một làng thuộc huyện Vyškov, vùng Jihomoravský, Cộng hòa Séc.